# Патієнти

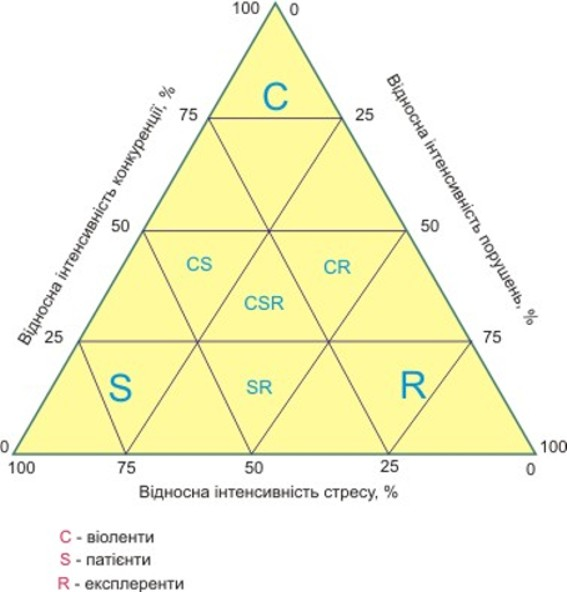
Трикутник Грайма

Патієнти, за класифікацією Л. Г. Раменського, — «витривальці», «верблюди», тип S (від англ. Stress-tolerant — стійкий до стресу) — різноманітні організми, здатні за рахунок спеціальних адаптацій переживати сильний стрес. Рослини-патієнти мешкають при дефіциті ресурсів або за наявності умов, які обмежують їх споживання (посуха, засолення, дефіцит світла або ресурсів мінерального живлення, холодний клімат і т.і.).
У патієнтів обсяги реалізованих і фундаментальних ніш збігаються, як і у  віолентів, але з іншої причини: в екстремальних умовах рослинний покрив розімкнений, конкуренції між рослинами практично немає. На мізерні ресурси, які є в цих в екстремальних умовах, ніхто крім спеціалізованих патієнтів (галофітов, ксерофітів, сціофітів, оліготрофів і т. д.) не претендує.
Не менш різноманітний арсенал адаптацій рослин до переживання стресу від дефіциту елементів ґрунтового живлення. Патієнти-оліготрофи мають багаторічне листя, поживні речовини з яких переходять у стебло перед їх обпаданням (приклад — брусниця). У сфагнового моху, що має здатність до нескінченного росту вгору, елементи живлення постійно перекачуються з відмираючої частини в живі стебла і листя (цей процес називається транслокацією).
Патієнтами є майже всі лишайники. До S-стратегів відносяться галофіти, адаптовані до життя в умовах високої концентрації токсичних солей (сульфатів, хлоридів, соди) у ґрунтовому розчині. Адаптації рослин до дефіциту світла — більш тонкі: Темно-зелені листки, в яких вміст хлорофілу вищий, ніж у листках рослин, що мешкають в умовах гарного освітлення.
Рослини-патієнти не утворюють зімкнутих угруповань, зазвичай їх покрив розріджений і число видів у цих спільнотах невелике. У деяких біоценозах патієнти співіснують з віолентами, займаючи ніші під їх густим пологом, наприклад, копитняк в широколистяному лісі або мохи в ялиновому лісі.
Приклади тварин-патієнтів — верблюд, карась, лин тощо.